# GNOME Disks
GNOME Disks, anche conosciuto come gnome-disk-utility o in passato come Palimpsest, è un software libero per la gestione delle memorie di massa per il desktop GNOME.

## Caratteristiche
Disks è basato sul componente UDisks per le operazioni sui dischi, mentre usa la libreria GTK per l'interfaccia grafica. È stato sviluppato per essere simile graficamente a Apple Disk Utility.
Una caratteristica unica è quella di poter avviare un'operazione e chiudere il programma principale mentre l'operazione resta in esecuzione in background. Le altre caratteristiche sono quelle di poter gestire la partizioni del sistema, creare RAID software, analisi dei dati S.M.A.R.T., supporto a LVM, benchmark delle prestazioni dei dischi, la gestione di immagini disco e la gestione di computer in rete.
Disks è incluso in molte distribuzioni Linux come OpenSUSE, Fedora, Ubuntu e Linux Mint.